# Alpaida yucuma
Alpaida yucuma är en spindelart som beskrevs av Levi 1988. Alpaida yucuma ingår i släktet Alpaida och familjen hjulspindlar. Inga underarter finns listade i Catalogue of Life.